# Ridiculous Thoughts
Ridiculous Thoughts – singel irlandzkiej grupy rockowej The Cranberries, pochodzący z albumu No Need to Argue.

## Lista utworów
1. Ridiculous Thoughts - 4:33
2. I Can't Be With You (Live) - 3:10
3. Twenty One (Live) - 3:04
4. Ridiculous Thoughts (Live) - 6:09